# ماريا كوفاتسو
ماريا كوفاستو (باليونانية Μαρία Κουβάτσου) هي لاعبة شطرنج يونانية حاصلة على لقب أستاذ دولي كبير لفئة النساء (WGM)
و في عام 1999 كانت الفائزة لبطولة العالم للشطرنج لفئة الفتيات الأقل من عشرين عامًا و فازت في عام 2000 ببطولة الشطرنج للمرأة اليونانية، كما أنها مثلت اليونان ثلاث مرات في أولمبياد الشطرنج . وُلدت ماريا كوفاتسو في الثان من نوفمبر ( تشرين الثاني ) لعام 1979 في أثينا في اليونان .

## حياتها
عندما كانت ماريا كوفاستو في سن الخامسة علمها والدها لعب الشطرنج، ثم انتقلت عائلتها إلى خانية في جزيرة كريت حيث لم يكن يوجد أية أندية للشطرنج في خانية في ذلك الوقت .

## مهنة الشطرنج

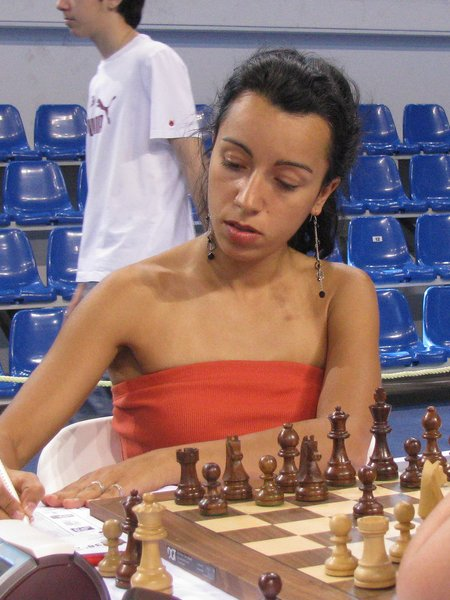
ماريا كوفاتسو أثناء لعبها في بطولة اليونان للشطرنج لفئة الفرق في بيريستيري

في عام 1992 و عام 1994 فازت كوفاستو ببطولة اليونان للشطرنج للفتيات الأقل من ستة عشر عامًا، وفي عام 1995 و عام 1996 و عام 1999 فازت ببطولة اليونان للشطرنج للفتيات الأقل من عشرين عامًا .
مثلت اليونان في بطولة العالم للشطرنج للشباب لفئة الفتيات التي أُقيمت في براتيسلافا عام 1993 و كذلك التي أُقيمت في سيجد عام 1995 و أيضًا التي أُقيمت في غوارابوافا عام 1994 والتي انهتها بتعادل، و التي أُقيمت في يريفان 1997. كما أنها شاركت في بطولة العالم للشطرنج للصغار التي أُقيمت في كاليكوت في عام 1998 و في عام 1999 قد فازت بهذه البطولة أينما تمت اقامتها في يريفان و نتيجة لذلك تم منحها لقب أستاذ دولي كبير للنساء (WGM).مثلت ماريا كوفاتسو اليونان في بطولة أوروبا للشطرنج للشباب من عام 1994 حتى عام 1997.

مثلت أيضًا اليونان في ثلاث مرات في أولمبياد الشطرنج وهم أولمبياد الشطرنج لعام 1998 والتي تم اقامتها في إيليستا و ألمبياد الشطرنج لعام 2000 والتي أُقيمت في إسطنبول و ألمبياد الشطرنج لعام 2002 والتي أُقيمت في بليد (مدينة).
فازت ببطولة اليونان للشطرنج لفئة النساء الثالثة و العشرين و التي أُقيمت في ميثانا عام 2000 حيث سجلت كوفاستو ثمان من أصل تسع نقاط ، لكنها حققت المركز الثاني بعد آنا ماريا بوستارا في البطولة التي أُقيمت في أثينا عام 2002.
في أبريل (نسيان) عام 2001 تعادلت مع بطل العالم للشطرنج سابقًا أناطولي كاربوف في ريثيمنو حيث جاءت النتيجة 1:1 و ذلك كان بعد فوزها بمباراتها الأولى، و بعد هذة السنة تأهلت كوفاستو للعلب في بطولة الشطرنج للسيدات عام 2001 في موسكو لكن الصربية ناتاشا بوجكوفيتش قضت عليها منذ الجولة الأولى .
لعبت مع فريق ايه اوه كيدون خانيا ( باليونانية: AO Kydon Chania ) حيث فازت معهم ببطولة اليونان للشطرنج للفرق في عام 2000 و 2001 و 2002 و 2003 و 2004 ، و قد لعبت مع في كأس الشطرنج الأوروبي للرجال في عام 2001 و في كأس الشطرنج الأوروبي للنساء في عام 2003 ، و قد مثلت اليونان في بطولة أوروبا للشطرنج للفرق النسائية التي أُقيمت في ليون (إسبانيا) عام 2001 .
تنافست كوفاتسو في بطولة أوروبا للشطرنج لفئة النساء التي أُقيمت في فارنا في عام 2002 و التي أُقيمت في إسطنبول في عام 2003 و كذلك في التي أُقيمت في سانت بطرسبرغ في عام 2009 وأيضًا في التي أُقيمت في رييكا في عام 2010. تنافست أيضًا في بطولة الشطرنج للبحر المتوسط السابعة التي تم اقامتها في رييكا عام 2009 .

## حياتها الشخصية
حصلت ماريا كوفاستو على شهادة في طب الأسنان من أثينا حيث عملت كجراحة أسنان حتى عام 2009. عُرض عليها منصب في وزارة الشؤون الخارجية، ومنذ عام 2012 تعمل في السفارة اليونانية في بكين.

## وصلات خارجية
- ماريا كوفاتسو على موقع الاتحاد الدولي للشطرنج (الإنجليزية)
- ماريا كوفاتسو على موقع مباريات الشطرنج (الإنجليزية)
- ماريا كوفاتسو على موقع 365Chess.com (الإنجليزية)
- ماريا كوفاتسو على موقع Chesstempo.com (الإنجليزية)
- ماريا كوفاتسو سجل أولمبياد الشطرنج للسيدات على موقع OlimpBase.org (الإنجليزية)

صفحة ماريا كوفاتسو على موقع Chessgames.com